# Microserica diversicornis
Microserica diversicornis är en skalbaggsart som beskrevs av Moser 1915. Microserica diversicornis ingår i släktet Microserica och familjen Melolonthidae. Inga underarter finns listade i Catalogue of Life.